# Ev-tech
EV-techは、科学情報出版が運営する日本のポータルサイト。

国内最大級のEV（電気自動車）に関する技術情報を掲載している。

## 主なサービス

### EV関連製品のカタログ検索
EVに関連する製品のカタログデータベースサービス。

### EV関連展示会検索
EVに関連する展示会データベースサービス

### EV関連基礎技術
EVに関連する基礎的な技術情報の提供。

### EV関連書籍
EVに関連する技術書・専門書を掲載

### EV関連求人
EVに関連する求人情報を掲載

この他、様々なEV（電気自動車）に関する情報を掲載している。